# Померанцев, Кирилл Дмитриевич
Кири́лл Дми́триевич Помера́нцев (14 июля 1906, Москва, Российская империя — 5 марта 1991, Париж, Франция) — поэт, журналист и литературный критик русского зарубежья, мемуарист.

## Биография
Родился в Москве в 1906 году. Детство провёл в Полтаве. В 1919 году семья эвакуировалась в Новороссийск, а далее в Константинополь, где Кирилл закончил Британскую среднюю школу для русских мальчиков. С 1927 года жил в Париже. Учился в Техническом училище. Работал на бензоколонке, на заводе грампластинок. С началом Второй мировой войны жил в Лионе, участвовал в Сопротивлении. После освобождения Парижа работал в мастерской по росписи шёлка. С 1947 года сотрудник газеты «Русская мысль», с 1957 года — в отделе политической информации, с 1958 года — заместитель редактора.
Выступал в периодических изданиях эмиграции как поэт, автор очерков, интервью, эссе о деятелях русской эмиграции. В 1960-1970-е интервьюировал известных диссидентов. В 1965 году выпустил книгу путевых очерков «Итальянские негативы» (иллюстрирована Ю. Анненковым). Автор мемуаров «Сквозь смерть» (Лондон, 1986). В 1986 году издал сборник «Стихи разных лет» (Париж).
Скончался в Париже в ночь на 5 марта 1991 года. Урна с прахом захоронена в колумбарии кладбища Пер-Лашез под номером 14201.